# Región geográfica inmediata de Concórdia
La región geográfica inmediata de Concórdia es una de las 24 regiones inmediatas del estado brasileño de Santa Catarina, y una de las siete regiones inmediatas que componen la región geográfica intermedia de Chapecó, y una de las 509 regiones inmediatas en Brasil, creadas por el IBGE en 2017. Está compuesta de 12 municipios.

## Municipios
| Región geográfica inmediata | Código | Municipios                 |
| --------------------------- | ------ | -------------------------- |
| Concórdia                   | 420010 | Alto Bela Vista            |
| Concórdia                   | 420010 | Arabutã                    |
| Concórdia                   | 420010 | Concórdia                  |
| Concórdia                   | 420010 | Ipira                      |
| Concórdia                   | 420010 | Ipumirim                   |
| Concórdia                   | 420010 | Irani                      |
| Concórdia                   | 420010 | Itá                        |
| Concórdia                   | 420010 | Lindóia do Sul             |
| Concórdia                   | 420010 | Peritiba                   |
| Concórdia                   | 420010 | Piratuba                   |
| Concórdia                   | 420010 | Presidente Castello Branco |
| Concórdia                   | 420010 | Seara                      |